# Yūtarō Hara
Yūtarō Hara (原 裕太郎 Hara Yūtarō?, nacido el 23 de abril de 1990 en Shimane) es un futbolista japonés que se desempeña como guardameta.

## Trayectoria

### Clubes
| Club                | País  | Año         |
| ------------------- | ----- | ----------- |
| Sanfrecce Hiroshima | Japón | 2009 - 2014 |
| Roasso Kumamoto     | Japón | 2015 - 2016 |
| Ehime FC            | Japón | 2016 -      |

## Estadística de carrera

### J. League
| Club                | Año   | J. League | J. League | Copa J. League | Copa J. League | Total | Total |
| Club                | Año   | Part.     | Goles     | Part.          | Goles          | Part. | Goles |
| ------------------- | ----- | --------- | --------- | -------------- | -------------- | ----- | ----- |
| Sanfrecce Hiroshima | 2009  | 1         | 0         | 1              | 0              | 2     | 0     |
| Sanfrecce Hiroshima | 2010  | 0         | 0         | 0              | 0              | 0     | 0     |
| Sanfrecce Hiroshima | 2011  | 0         | 0         | 0              | 0              | 0     | 0     |
| Sanfrecce Hiroshima | 2012  | 0         | 0         | 0              | 0              | 0     | 0     |
| Sanfrecce Hiroshima | 2013  | 1         | 0         | 0              | 0              | 1     | 0     |
| Sanfrecce Hiroshima | 2014  | 0         | 0         | 0              | 0              | 0     | 0     |
| Roasso Kumamoto     | 2015  | 11        | 0         | -              | -              | 11    | 0     |
| Roasso Kumamoto     | 2016  | 0         | 0         | -              | -              | 0     | 0     |
| Ehime FC            | 2016  | 0         | 0         | -              | -              | 0     | 0     |
| Ehime FC            | 2017  | 0         | 0         | -              | -              | 0     | 0     |
| Total               | Total | 13        | 0         | 1              | 0              | 14    | 0     |